# Колотов Віктор Михайлович
Ві́ктор Миха́йлович Ко́лотов (3 липня 1949, смт Юдіно (тепер Казань), Татарстан — 3 січня 2000, Київ) — російський та український радянський футболіст, згодом футбольний тренер. Як футболіст ставав шестиразовим чемпіоном СРСР, дворазовим володарем Кубка СРСР, володарем Кубка Кубків УЄФА та Суперкубка УЄФА. Срібний призер чемпіонату Європи 1972, бронзовий призер Олімпійських ігор 1972 та Олімпійських ігор 1976.

## Життєпис
Народився 3 липня 1949 року в смт Юдіно (тепер Казань), Татарстан.
Почав шлях у футболі з юдінської дитячої команди «Локомотив».
Віктор Колотов очолює список гравців, які виводили «динамівців» на поле з капітанською пов'язкою, зупинившись на цифрі у 198 офіційних матчів.
Після завершення кар'єри гравця був асистентом головного тренера в «Динамо», тренував молодіжну збірну України.
Помер 3 січня 2000 року в Києві від серцевого нападу. Похований на Лісовому кладовищі столиці (ділянка № 76а).

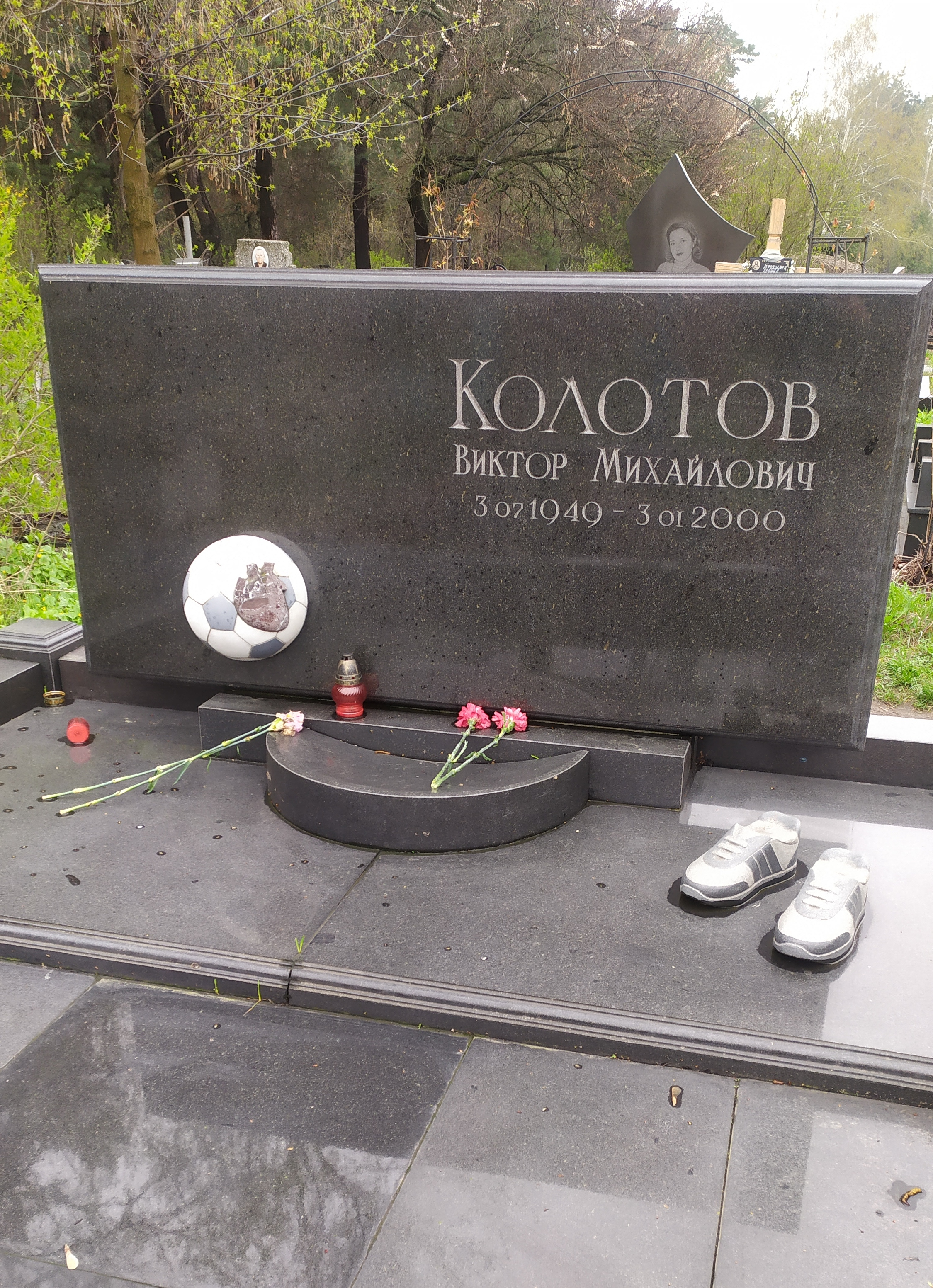
Могила Віктора Колотова, Лісове кладовище

## Досягнення
«Динамо» Київ
- Чемпіон СРСР (6): 1971, 1974, 1975, 1977, 1980, 1981[3]
- Володар Кубка СРСР (2): 1974, 1978
- Володар Кубка володарів Кубків УЄФА: 1974/75
- Володар Суперкубка УЄФА: 1975

Збірна СРСР
- Віце-чемпіон Європи: 1972
- Бронзовий олімпійський призер: 1972, 1976
- бронза Спартакіади 1979

Особисті
У списках 33 найкращих футболістів сезону в СРСР (7):
- № 1: 1971, 1972, 1974, 1975, 1976
№ 2: 1977
№ 3: 1973
- Найкращий радянський бомбардир в чемпіонатах Європи (в тому числі відбіркові ігри) — 7 голів
- Член клубу Олега Блохіна — 106 голів
- Член клубу Григорія Федотова — 103 голи
- За опитуванням газети «Український футбол» у 2001 році ввійшов у символічну збірну України XX сторіччя[4].

### Державні нагороди
- Орден «За заслуги» III ст. (13 травня 2016, посмертно) — за вагомі особисті заслуги у розвитку і популяризації вітчизняного футболу, піднесення міжнародного спортивного престижу України та з нагоди 30-річчя перемоги у фінальному матчі Кубка володарів кубків УЄФА, здобутої під керівництвом головного тренера футбольного клубу «„Динамо“ Київ», Героя України Лобановського Валерія Васильовича[5]

## Статистика виступів за «Динамо»
| Клуб   | Сезон    | Чемпіонат | Чемпіонат | Кубок | Кубок | Єврокубки | Єврокубки | Суперкубок | Суперкубок | Всього | Всього |
| Клуб   | Сезон    | Ігри      | Голи      | Ігри  | Голи  | Ігри      | Голи      | Ігри       | Голи       | Ігри   | Голи   |
| ------ | -------- | --------- | --------- | ----- | ----- | --------- | --------- | ---------- | ---------- | ------ | ------ |
| Динамо | 1971     | 25        | 10        | -     | -     | -         | -         | -          | -          | 25     | 10     |
| Динамо | 1972     | 26        | 11        | 4     | 0     | 6         | 0         | -          | -          | 36     | 11     |
| Динамо | 1973     | 23        | 6         | 6     | 6     | 5         | 2         | -          | -          | 34     | 14     |
| Динамо | 1974     | 28        | 7         | 4     | 0     | 9         | 2         | -          | -          | 41     | 9      |
| Динамо | 1975     | 25        | 12        | 1     | 1     | 4         | 2         | -          | -          | 30     | 15     |
| Динамо | 1976 (в) | 3         | 0         | -     | -     | -         | -         | -          | -          | 3      | 0      |
| Динамо | 1976 (о) | 7         | 3         | -     | -     | 2         | 2         | -          | -          | 9      | 5      |
| Динамо | 1977     | 15        | 5         | -     | -     | 2         | 0         | 1          | 0          | 18     | 5      |
| Динамо | 1978     | 23        | 2         | 7     | 1     | 4         | 0         | -          | -          | 34     | 3      |
| Динамо | 1979     | 28        | 5         | 6     | 3     | 6         | 0         | -          | -          | 40     | 8      |
| Динамо | 1980     | 11        | 1         | 1     | 0     | 1         | 0         | -          | -          | 13     | 1      |
| Динамо | 1981     | 4         | 0         | 5     | 0     | -         | -         | -          | -          | 9      | 0      |
| Всього | Всього   | 218       | 62        | 34    | 11    | 39        | 8         | 1          | 0          | 292    | 81     |

- Статистика в Кубках СРСР та єврокубках подана за схемою «осінь-весна» та зарахована в рік початку турніру